# Борки (Аккайинський район)
Бо́рки (каз. Борки) — село у складі Аккайинського району Північноказахстанської області Казахстану. Входить до складу Полтавського сільського округу.
Населення — 10 осіб (2021; 70 у 2009, 349 у 1999, 448 у 1989).
Національний склад станом на 1989 рік:
- казахи — 42 %
- росіяни — 37 %.